# Aldeias (Armamar)
Aldeias ist eine Gemeinde (Freguesia) im portugiesischen Kreis Armamar. In ihr leben 307 Einwohner (Stand 19. April 2021).